# 광원군 (왕족)
광원수 증 광원군(廣原守贈廣原君) 이구수(李耉壽), 1514년 ∼ 1567년 12월 5일)는 조선 중기의 문신, 왕족으로 세종대왕의 현손이다. 밀성군 침의 손자 광성정 이전의 둘째아들이다. 자(字)는 학수(鶴臼+又)이고, 본관은 전주(全州).
생전 작위는 창선대부 광원정, 행광원수 등이고, 죽은 뒤 후손들이 출세하게 되면서 증직으로 승헌대부 광원군에 추봉되었다.

## 생애
밀성군 침의 증손으로, 할아버지는 운산군 이계(雲山君 李誡), 아버지는 광성정 이전이고, 어머니는 신부인 강릉김씨로 첨정 김유악의 딸이다. 광성정의 둘째 아들로 형은 광릉수 학수이고, 누이는 의령남씨 군수 남응로(南應老)와 혼인했다. 부인은 동래정씨(東萊鄭氏)로 현감 정구년(鄭龜年)의 딸이다.
처음에 광원수(廣原守)에 봉작되었다가 뒤에 창선대부(彰善大夫)로 승진하여 광원정이 되었다. 실록에 의하면 그는 자신의 형제들과 화목하지 못하였다 한다. 1550년(명종 5) 9월 숙부 철성군 견(鐡城君 鏗)의 첩을 욕하고, 심지어는 종을 시켜 높은 섬돌에서 아래로 밀쳐 손가락을 부러뜨렸으며, 또 자기 아들로 하여금 철성군의 옛집에 난입하여 창문을 부수고 사면의 판자를 철거했다 하여 사헌부의 탄핵을 받고 파직되었다. 뒤에 복관되었다. 본인은 관직에 뜻을 두지 않고 종친으로서 유유적적하게 살았다. 최종 품계는 창선대부(彰善大夫)에 이르렀다. 1567년 12월 5일에 사망했다. 사후에 증 승헌대부로 증직되고, 증손 이경여, 이수여 등의 영귀로 광원군으로 추봉되었다.
묘소는 처음 경기도 화성군 남양(南陽)에 안장되었다가 뒤에 경기도 포천군 내촌면 내리(현, 포천시 내촌면 내리 산 8-13번지) 쌍곡(雙谷) 주금산(鑄金山) 진좌(辰坐) 언덕에 이장되었다. 포천시 내촌면 내4리로 가는 도로 오른쪽 옆길로 들어가다가 375m 꺾이는 우회전한 뒤 직진하다가 홀리킹덤팜스데이 방향에서 꺾어서 직진하다 보면 그의 일가 묘역이 나온다. 묘비문은 광원수 증 광원군 이공구수지묘 현부인 동래정씨부(廣原守 贈廣原君李公耈秀之墓 縣夫人東萊鄭氏祔)라 새겨졌으며, 비석은 회색 석재 재질이다. 후대에 21세기에 와서 후손들이 검은 오석으로 새로 세운 비석이 있다. 묘소 바로 아래에는 아들 이극강 내외의 묘소가 있고 건너편 언덕에 증손자 이후여, 손자 이성록의 묘소가 있다.

## 가계
- 조부 : 운산군(雲山君, 1453년 1510년 12월 17일)
- 조모 : 오천군부인(烏川郡夫人) 연일 정씨(1459년 ~ 1511년 6월 29일)
  - 부친 : 광성정(匡城正) 이전(李銓, 1493년 ~ 1545년 6월 8일)
- 외조부 : 김유악(金由岳)
  - 모친 : 신부인 강릉 김씨(? ~ 1543년 11월 12일)
    - 누나 : 의령 남씨 남응로(南應老)의 처(1510 ~ ?)
    - 형 : 광릉수(廣陵守) 이학수(李鶴壽, 1512 ~ ?년 4월 8일)
    - 부인 : 신인(愼人) 증 현부인(愼夫人) 동래 정씨( ? ~ 1569년 6월 5일) - 정구년(鄭龜年)의 딸
      - 장남 : 이극강(李克綱, 1534 ~ 1588)
      - 며느리 : 정숙(鄭琡)의 딸 온양 정씨
        - 손녀 : 이거매(李巨梅, 1551 ~ ?)
        - 손녀 : 윤승현(尹承賢)의 처
        - 손자 : 이성록(李成祿, 1559 ~ ?)
        - 손자 : 이신록(李申祿, 1563 ~ ?)
        - 손자 : 이수록(李綏祿, 1564 ~ 1620)
        - 손녀 : 이계종(李季終, 1566 ~ ?)
        - 손녀 : 이효종(李孝終, 1568 ~ ?)
        - 손자 : 이승록(李承祿, 1573 ~ ?) - 4남 이극륜(李克綸)의 양자로 출계
        - 손녀 : 이홍종(李洪終, 1575 ~ ?)

      - 장녀 : 이봉령(李奉令, 1536년 10월 29일 ~ 1613년 2월 24일)
      - 사위 : 우계 이씨 이성헌(李成憲, 1534 ~ 1601)
        - 외손자 : 이명남(李命男, 1556 ~ ?)
        - 외손자 : 이영남(李永男, 1561 ~ ?)[3]
        - 외손녀 : 덕수 이씨 이안민(李安民)의 처(1565 ~ ?년 3월 26일)

      - 차남 : 이극유(李克惟, 1538 ~ ?)
      - 며느리 : 류곤(柳坤)의 딸 전주 류씨
        - 손자 : 이영록(李榮祿, 1555 ~ ?)
        - 손녀 : 전주 이씨(1560 ~ ?)
        - 손자 : 이응록(李應祿, 1562 ~ ?)

      - 3남 : 이극경(李克經, 1542 ~ ?)
      - 며느리 : 이숙(李淑)의 딸 북청 이씨(北靑 李氏)
      - 차녀 : 이봉명(李奉命, 1543 ~ ?)
      - 사위 : 김해 김씨 김계(金洎, 1538 ~ ?)
        - 양외손자 : 김시열(金時說)

      - 4남 : 이극륜(李克綸, 1546 ~ 1630)
      - 며느리 : 류범(柳範)의 딸 문화 류씨
      - 며느리(양첩) : 춘덕(春德)
        - 서손자 : 이춘록(李春祿, 1572 ~ ?)
        - 서손자 : 이덕록(李德祿, 1603 ~ ?)

      - 며느리(첩) : 미상
        - 서손자 : 이득록(李得祿)
        - 서손자 : 이만록(李萬祿)
        - 서손자 : 이천록(李千祿)

      - 3녀 : 이봉선(李奉善, 1550 ~ ?)
      - 사위 : 청주 한씨 한경조(韓景祚)
        - 외손자 : 한옥(韓玉, 1569 ~ ?)
        - 외손자 : 한박(韓璞, 1572 ~ ?)[4]

      - 4녀 : 이말개(李唜介, 1552 ~ ?)
      - 사위 : 이윤(李胤)
        - 외손자 : 이복익(李復益, 1576 ~ ?)

## 같이 보기
- 밀성군
- 운산군